# Micronerita
Micronerita is een geslacht van weekdieren uit de klasse van de Gastropoda (slakken).

## Soort
- Micronerita pulchella Kano & Kase, 2008